# Día Mundial de la Tuberculosis
El Día Mundial de la Tuberculosis es una jornada que se celebra anualmente el 24 de marzo desde 1982 establecida por Organización Mundial de la Salud (OMS) y la Unión Internacional contra la Tuberculosis y las Enfermedades Pulmonares (IUATLD, por sus siglas en inglés), en ese mismo año.

## Proclamación
La proclamación fue motivada por el resurgimiento global de la enfermedad en la década de 1980, después de haber conseguido un período de mínima incidencia en los países desarrollados el proceso se invirtió por causa del incremento de viajes internacionales y la migración, así como la incidencia del VIH/sida. La OMS en colaboración con IUATLDdecidió actuar proclamando este día de concienciación el 24 de marzo de 1982.El propósito era aumentar la conciencia global sobre la tuberculosis y movilizar recursos para combatirla. A partir de 1990, la Alianza Alto a la Tuberculosis,respaldada por la OMS, coordina los esfuerzos internacionales.

## Celebración
El 24 de marzo fue elegido para coincidir con el aniversario del anuncio de Robert Koch en 1882  del descubrimiento del bacilo Mycobacterium tuberculosis, causante de la enfermedad.Esta fecha específica subraya la importancia del descubrimiento para el diagnóstico y tratamiento de la tuberculosis. Las actividades varían desde talleres y reuniones científicas hasta campañas de concienciación y recaudación de fondos, con el objetivo de educar al público sobre la enfermedad y promover avances en su tratamiento y prevención. La primera conmemoración tuvo lugar en 1982, cien años después del hallazgo de Koch.

## Plan Global para Erradicar la Tuberculosis 2023-2030
Como parte de los esfuerzos continuos para combatir la tuberculosis, se ha desarrollado diversos planes como por ejemplo, el Plan Global para Erradicar la Tuberculosis 2023-2030. Este documento busca finalizar la tuberculosis como problema de salud pública para 2030, proveyendo un esquema de acciones prioritarias y una estimación detallada de los recursos financieros necesarios. Se basa en la edición anterior, que cubría el período 2018-2022, y representa un paso crucial en la coordinación de esfuerzos internacionales para erradicar esta enfermedad.

## Temas
- 2001: DOTS: Curación de la tuberculosis para todos[9]
- 2002: Detener la TB, combatir la pobreza[10]
- 2003: El tratamiento DOTS/TAES me curó: ¡También lo curará a Ud.![11]
- 2004: Cada respiración cuenta. ¡Detenga la tuberculosis ahora![12]
- 2005: Personal de salud héroes en la lucha contra la tuberculosis[13]
- 2007: De la acción local a la eliminación global - TB aquí es TB en todas partes[14]
- 2008: ¡Yo puedo frenar la TB![15]
- 2009: ¡Yo puedo frenar la TB![16]
- 2010: Innovemos y aceleremos esfuerzos contra la tuberculosis[17]
- 2011: Innovemos y aceleremos esfuerzos contra la tuberculosis[17]
- 2012: Terminemos con la tuberculosis en nuestra generación[18]
- 2013: Terminemos con la tuberculosis en nuestra generación[19]
- 2014: Atender a los 3 millones[20]
- 2015: Cambiemos de marcha para acabar con la tuberculosis[21]
- 2016: Unidos para poner fin a la tuberculosis[22]
- 2017: Unidos para poner fin a la tuberculosis: no dejar a nadie atrás[23]
- 2018: Se buscan líderes por un mundo libre de la tuberculosis[24]
- 2019: Es hora[25]
- 2020: Es hora[26]
- 2021: El tiempo corre[27]
- 2022: Invirtamos para poner fin a la tuberculosis. Salvemos vidas[28][29]
- 2023: Sí, podemos poner fin a la tuberculosis[30]
- 2024: ¡Sí! ¡Podemos poner fin a la TB![31]